# Euippodes
Euippodes là một chi bướm đêm thuộc họ Erebidae.